# Tillandsia 'Joel'
Tillandsia 'Joel' es un  cultivar híbrido del género Tillandsia perteneciente a la familia  Bromeliaceae.
Es un híbrido creado  con las especies Tillandsia bulbosa × Tillandsia ionantha.